# Mersin Talim Yurdu Spor Kulübü
Il Mersin Talim Yurdu Spor Kulübü, abbreviato in Mersin Talim Yurdu e già noto come Mersin İdman Yurdu Spor Kulübü (abbreviato in Mersin İdmanyurdu, Mersin İdman Yurdu, Mersin İY oppure MİY), è stata una società calcistica turca con sede nella città di Mersin. 

## Storia
Il club è stato fondato nel 1925 con il nome di Mersin Gençlerbirliği (Unione giovanile Mersin) ed i colori originari furono il bianco ed il rosso. L'anno dopo il nome cambiò in Mersin İdman Yurdu ed i colori sociali divennero il rosso ed il blu scuro. Nel 1957, passato sotto la proprietà del Çukurova Group, il club cambiò nome in Çukurova İdmanyurdu. Divenuto club professionistico nel 1963, partecipò al primo torneo di seconda divisione turco. Tre anni dopo, cambiò nuovamente nome, diventando Mersin İdman Yurdu.
Nel 1967 partecipò poi per la prima volta al massimo torneo nazionale. Nella sua storia, fino ad oggi, ha preso parte ad 11 tornei di massima divisione, l'ultimo dei quali nella stagione 1982-1983. Quest'ultima stagione rimase comunque nella storia del club, in quanto il Mersin riuscì ad arrivare alla finale di Coppa di Turchia contro il Fenerbahçe. Vinsero i più quotati calciatori del club di Istanbul, ma, poiché questi avevano vinto anche il campionato, il Mersin ebbe accesso alla Coppa delle Coppe 1983-1984, dove uscì ai sedicesimi per mano dei bulgari dello Spartak Varna.
Dalla stagione 1983-1984 alla 2000-2001 il Mersin giocò nella seconda divisione; giocò nella terza divisione durante la stagione 2001-2002, per poi tornare immediatamente nella categoria superiore. Qui giocò fino alla stagione 2004-2005, per poi retrocedere nuovamente. La permanenza in terza divisione si prolungò fino al 2008-2009, quando la squadra si guadagnò di nuovo l'accesso alla seconda serie.
Vinto il campionato di seconda serie nel 2010-2011, dopo ventinove anni il club fu promosso in Süper Lig, la massima divisione turca, dove rimase per due stagioni prima di retrocedere nel 2012-2013. Nel 2013-2014, annata in cui la squadra si trasferì allo stadio nuovo di Mersin, nuovo impianto da 25.497 posti a sedere, fu ottenuta una nuova promozione, stante la vittoria nella finale degli spareggi della seconda divisione contro il Samsunspor (2-0 allo stadio Şükrü Saracoğlu). Una nuova retrocessione dalla massima divisione accadde nel 2015-2016. Il club, oberato dai debiti, fu costretto a dichiarare fallimento e ripartì dai campionati dilettantistici. Nel 2018-2019 giunse quinta nel campionato di Mersin e alla fine della stagione si sciolse.
Nel giugno 2019 fu raggiunto un accordo con l'İçelspor, secondo cui l'İçelspor cambiò nome in İçel İdmanyurdu, adottando come colori sociali il rosso e il blu e un nuovo logo simile al logo del Mersin İdman Yurdu. Questa modifica fu avallata dalla federcalcio turca il 13 luglio e il Mersin İdman Yurdu sospese le attività dopo novantaquattro anni di storia. Sebbene il club, che continua a esistere legalmente, sembrasse inattivo, pur riservandosi il diritto di partecipare ai campionati, con una mossa a sorpresa, nell'ottobre 2021, decise di tornare in attività. Ammesso al girone A della Bölgesel Amatör Lig, a causa dell'inadeguatezza finanziaria il club si ritirò ancora una volta dai campionati prima dell'inizio della stagione. Nel 2022 il nome del club cambiò in Mersin Talim Yurdu.
Lo Yeni Mersin İdmanyurdu, fondato Il 13 luglio 2019, non ha legami con il club.

## Rosa 2015-2016
Rosa aggiornata al 26 febbraio 2015
| N. |                         | Ruolo | Calciatore       |
| -- | ----------------------- | ----- | ---------------- |
| 1  | Bulgaria (bandiera)     | P     | Nikolay Mihaylov |
| 3  | Kosovo (bandiera)       | C     | Loret Sadiku     |
| 4  | Turchia (bandiera)      | D     | Mehmet Sığırcı   |
| 5  | Turchia (bandiera)      | C     | Murat Ceylan     |
| 6  | Brasile (bandiera)      | D     | Wederson         |
| 7  | Turchia (bandiera)      | C     | Güven Varol      |
| 10 | Brasile (bandiera)      | A     | Tita             |
| 11 | Brasile (bandiera)      | A     | Welliton         |
| 13 | Turchia (bandiera)      | C     | Oktay Delibalta  |
| 15 | Serbia (bandiera)       | D     | Milan Mitrović   |
| 21 | Turchia (bandiera)      | P     | Muammer Yildirim |
| 22 | Burkina Faso (bandiera) | A     | Préjuce Nakoulma |
| 25 | Turchia (bandiera)      | C     | Mehmet Taş       |
| 30 | Turchia (bandiera)      | D     | Serkan Balcı     |

| N. |                     | Ruolo | Calciatore        |
| -- | ------------------- | ----- | ----------------- |
| 33 | Turchia (bandiera)  | D     | Efe Özarslan      |
| 39 | Turchia (bandiera)  | A     | Eren Tozlu        |
| 47 | Turchia (bandiera)  | C     | Tekin Oğrak       |
| 55 | Svezia (bandiera)   | C     | Abdul Khalili     |
| 58 | Bolivia (bandiera)  | C     | Ricardo Pedriel   |
| 72 | Turchia (bandiera)  | C     | Nurullah Kaya     |
| 76 | Turchia (bandiera)  | D     | Servet Çetin      |
| 88 | Turchia (bandiera)  | D     | Serol Demirhan    |
| 92 | Turchia (bandiera)  | D     | Hakan Olkan       |
| 93 | Turchia (bandiera)  | D     | Abdulkadir Korkut |
| 94 | Turchia (bandiera)  | C     | Mahmut Metin      |
| 95 | Turchia (bandiera)  | P     | Hasan Daş         |
| 99 | Ungheria (bandiera) | A     | Márkó Futács      |

## Statistiche

### Partecipazione alle coppe europee
| Stagione | Competizione      | Turno      | Nazione             | Avversario    | Andata | Ritorno | Totale |
| -------- | ----------------- | ---------- | ------------------- | ------------- | ------ | ------- | ------ |
| 1983-84  | Coppa delle Coppe | Sedicesimi | Bulgaria (bandiera) | Spartak Varna | 0-0    | 0-1     | 0-1    |

In grassetto le gare casalinghe

## Palmarès

### Competizioni nazionali
- Coppa del Primo ministro: 1

1967

### Altri piazzamenti
- Coppa di Turchia:

Finalista: 1982-1983
- TFF 1. Lig:

Vittoria play-off: 2013-2014
- TFF 2. Lig:

Secondo posto: 2001-2002, 2008-2009